# Candamo
Candamo – gmina w Hiszpanii, w prowincji Asturia, w Asturii, o powierzchni 71,97 km². W 2011 roku gmina liczyła 2124 mieszkańców.